# 기적의 시간 로스타임
《기적의 시간 로스타임》은 KBS 2TV로 방송된 예능드라마이다.

## 출연자

### 중계
- 김성주 (캐스터)
- 정성호 (해설)

### 심판들
- 한성식(주심)
- 최재섭(부심1)
- 육동일(부심2)
- 이준석(전광판)

### 1화 등장인물
- 봉태규 : 윤달수 역
- 임하룡 : 구급대원 역
- 황영희 : 숙자이모 역
- 손담비 : 윤달희 역
- 김정헌 : 영철 역

### 2화 등장인물
- 임지규 : 선호 역
- 임하룡 : 악덕 편의점주 역
- 성병숙 : 선호 모 역
- 백봉기 : 형식 역
- 황영희 : 형식 모 역
- 배정화 : 혜선 역

## 시청률
| 회차 | 시청률 (닐슨 코리아 제공) |
| ---- | ------------------------- |
| 1회  | 2.1%                      |
| 2회  | 3.3%                      |

## 같이 보기
- 로스:타임:라이프 (웹드라마)
- 로스:타임:라이프(일본드라마)